# Korsholmen, Pargas
Korsholmen med Norrängen är en ö i Finland. Den ligger i Skärgårdshavet och i kommunen Pargas i den ekonomiska regionen  Åboland i landskapet Egentliga Finland, i den sydvästra delen av landet. Ön ligger omkring 28 kilometer söder om Åbo och omkring 150 kilometer väster om Helsingfors. Öns area är 9 hektar och dess största längd är 480 meter i nord-sydlig riktning.

## Delöar och uddar
- Korsholmen 60°12′07″N 22°18′11″Ö / 60.20189°N 22.30313°Ö
- Norrängen 60°12′14″N 22°18′05″Ö / 60.20389°N 22.3015°Ö